# Institut de la langue savoyarde
Pour les articles homonymes, voir ILS.
L’Institut de la langue savoyarde, abrégé I.L.S., est une société savante française dont le but est la conservation, l’enrichissement, la promotion et la diffusion du francoprovençal (ou arpitan) de Savoie (aussi connu sous le nom de « langue savoyarde »). Il fut créé en 2005 et est situé à Habère-Lullin (Haute-Savoie), tout en ayant une antenne à Chambéry (Savoie).
L’I.L.S. est soutenu par la région Auvergne-Rhône-Alpes.

## Historique
C’est à la suite des réclamations de la communauté linguistique et de nombreux débats dans la société savoyarde sur la nécessité de l’existence d’une entité pour défendre et promouvoir l’usage de la langue du terroir, qu’une « Association pour la création d'un Institut de la Langue Savoyarde » fut créée en juin 2001 sous l'impulsion de Marc Bron, président de l’Association des Enseignants de Savoyard (A.E.S.), et « Lou Rbiolon », la Fédération des groupes de langue savoyarde.
C’est le 25 juillet 2005, avec l’aide de la Région Rhône-Alpes, que l’Institut de la Langue Savoyarde voit réellement le jour en tant qu’association culturelle régie par la loi du 1er juillet 1901. Il est indépendant de toute tendance politique, religieuse ou philosophique. 
 À partir de ce moment, la Savoie ait une structure qui ait pour vocation exclusive la promotion et la défense de la langue savoyarde.

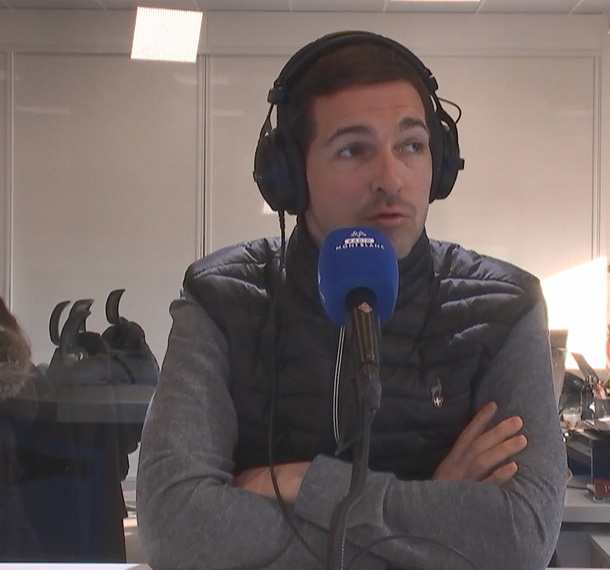
Le président actuel, Arnaud Frasse en 2023.

Après une présidence de 10 ans, Pierre Grasset est nommé Président d'honneur à l’Assemblée générale de 2019 et fut remplacé par Arnaud Frasse, connaisseur du savoyard et membre de l’Académie de Maurienne.

### Présidents
| Période     | Nom             |
| ----------- | --------------- |
| 2005-2006   | Marc Bron,      |
| 2006-2007   | Alain Favre     |
| 2007-2009   | Raymond Gruffaz |
| 2009-2019   | Pierre Grasset  |
| Depuis 2019 | Arnaud Frasse,  |

## Financements
L’I.L.S. est financé par les cotisations de ses membres, les ventes des ouvrages édités en faveur de la langue, par les subventions accordées par les pouvoirs publics (Conseil régional d'Auvergne-Rhône-Alpes) ainsi que par des sponsors éventuels.

## Bibliothèque
L’Institut de la Langue Savoyarde tient à disposition du grand public une petite bibliothèque riche de plus de 230 ouvrages écrits en savoyard ou traitant de cette langue. Il y a également une cinquantaine d’ouvrages sur les différentes langues européennes ainsi que sur l’histoire de la Savoie.
La consultation de tous ces ouvrages est gratuite pour le grand public au siège de l’I.L.S. (Habère-Lullin) les mercredis après-midi. Le prêt des ouvrages non fragiles est possible, sous réserve de paiement de la cotisation annuelle à l’association.
L’I.L.S. travaille depuis 2015 avec l’écomusée Paysalp de Viuz-en-Sallaz dans le projet « Mémoire Alpine », afin de numériser une partie des fonds de la bibliothèque et de les mettre en ligne.

## Actions
L’I.L.S. gère une bibliothèque où il dispose de plus de 150 ouvrages en savoyard et possède un local où des cours de langue sont proposés. L’I.L.S. soutient et impulse des actions permettant aux institutions et aux habitants du territoire de Savoie (les départements de Savoie et Haute-Savoie) de se réapproprier le savoyard comme langue de culture et de la rendre visible dans l'espace public et sur internet. Ainsi, l'ILS soutient l'installation de panneaux bilingues d’entrées et de sorties des communes en français/savoyard,,.
Pour encourager la diffusion de la langue savoyarde, l’I.L.S. se met également à éditer un bon nombre de romans, de poèmes et d'autres publications (contemporaines). En s'impliquant dans le domaine culturel et linguistique, l’I.L.S. aspire à rendre la langue optionnelle au baccalauréat, comme c'est déjà le cas de quelques langues régionales ou minoritaires de France. Pour souligner ceci, l’I.L.S. organise des actions telles que des pétitions, comme celle adressée au Ministère de l’Éducation nationale en 2013 pour la reconnaissance du savoyard comme option au baccalauréat,.
Les actions ont porté leurs fruits et, depuis le 16 décembre 2021, le francoprovençal (et donc le savoyard en tant que variété) est une langue régionale officiellement enseignable dans toutes les établissements scolaires se trouvant dans l'aire linguistique arpitane.
L’Institut de la Langue Savoyarde participe également aux concours scolaire de savoyard « Constantin et Désormaux », organisés par l’Association des Enseignants de Savoyard, où le président ou un membre éminent de l’I.L.S. fait partie du jury,.
L’Institut rassemble toutes les personnes intéressées par la langue : poètes, romanciers, scientifiques, chercheurs et tous les autres passionnées. Ainsi, les membres servent de caisse de résonance pour la discussion et l'échange d'idées. Pour encourager l'usage du savoyard au quotidien, l'Institut propose à la communauté linguistique des néologismes et il se penche sur des questions en matière technique ou linguistique, comme le choix d'une graphie commune et normalisée ou d'éventuelles réformes orthographiques.
L'I.L.S. propose sur son site internet la version numérique du dictionnaire Français - Savoyard (dikchonéro Fransé – Savoyâ) de Roger Viret, ouvrage dialectologique qui en est à sa quatrième édition en 2016.
L’I.L.S. travaille également avec d'autres associations et organisations issues de la même aire linguistique (Suisse et en Italie),, puis échange avec des groupes de toute autre langue régionale de France ou d'autres langues minoritaires d'Europe. Sur le territoire de la Savoie, l’I.L.S. collabore avec les diverses associations de patoisants et les différentes sociétés savantes, dont l’Académie de Savoie.
L'Institut aide également les médias à fournir des informations pour des articles ou des reportages lorsqu'ils parlent de la langue savoyarde, le français de Savoie, ou des langues régionales en général,.

## Comité scientifique

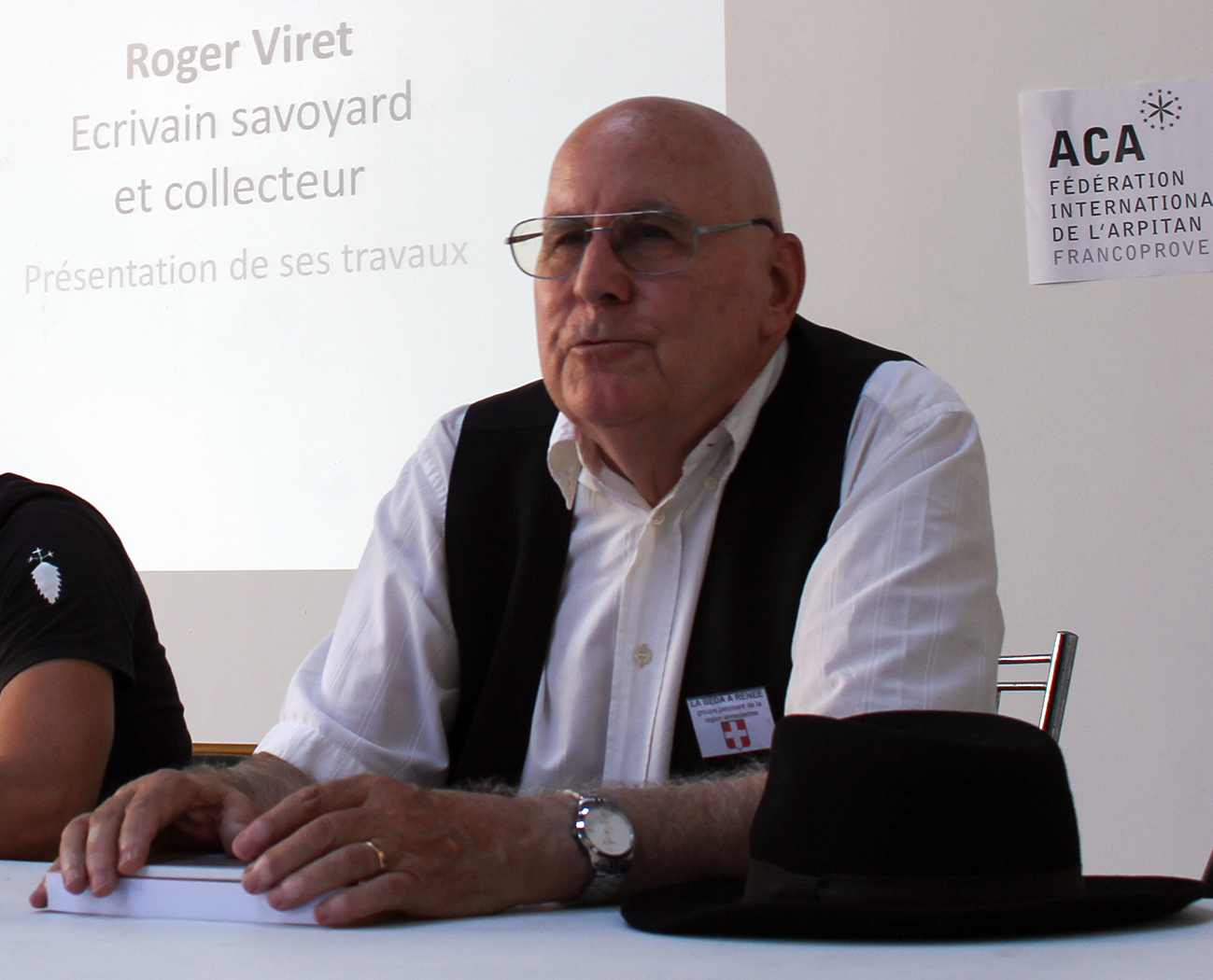
Roger Viret, auteur et linguiste savoyard arpitanophone et trésorier de l'ILS, lors de la 37e Fête internationale de la langue arpitane à Saint-Étienne, 2016.

L’Institut de la Langue Savoyarde dispose d’un comité scientifique composé de plusieurs savants et chercheurs qui donnent des avis et des conseils avisés au conseil d’administration. Les membres aident également à la réalisation de projets et de travaux.
Parmi les (anciens) membres bien connus de ce comité, on peut citer Louis Terreaux, Jean-Baptiste Martin, Manuel Meune, Dominique Stich, Georges Léard, Christiane Dunoyer, Juliette Chatel et Roger Viret.

## Publications
- Les Contes fantastiques de Savoie ; Pierre Grasset, dont :
  - La saga des Taguet (La folanshri dlou Tague), 2000[30]
  - Le sarvan du bâtrô (Le fantôme du bâtrô), 2009[30]
  - La java des Rojon, 2014[30]
- Joseph Béard, dit l'Éclair, médecin des pauvres, poète patoisant, chansonnier savoyard (Jozè Byâ, dè l'Elyeudo, médsin dé pouvrô, po-éto patouézê, fanfyourni savoyâ) ; Joseph Béard (Translittération de la graphie d'auteur vers graphie de Conflans et présentation des chansons par Roger Viret ; présentation de l'auteur par Pierre Grasset ; introduction de Louis Terreaux), 2006[31]
- Arrêta fran, Dyan ! ; Marc Bron, Alain Favre et Agnès Carron, 2009 : imagier pour apprendre le savoyard aux plus petits[32]
- Sur la route du Val de Fier (Su la rota d'la Korbeura) ; Roger Viret, 2011[13]
- Arvillard, ses lieux-dits, ses légendes ; Pierre Grasset, 2012[13],[Note 2].
- Montagnarde d'en-bas (La dè d'aval) ; Audrey Hémery-Chevassu, 2014[30]
- La vie extraordinaire de Jean-Sébastien - Tome 1 ; Pierre Grasset, 2017[30]
- La vie extraordinaire de Jean-Sébastien - Tome 2 ; Pierre Grasset, avec préface d'Arnaud Frasse, 2021
- La langue francoprovençale: découverte et initiation ; Jean-Baptiste Martin, en partenariat avec l'ILS, 2021[Note 2].

## Galerie de photos

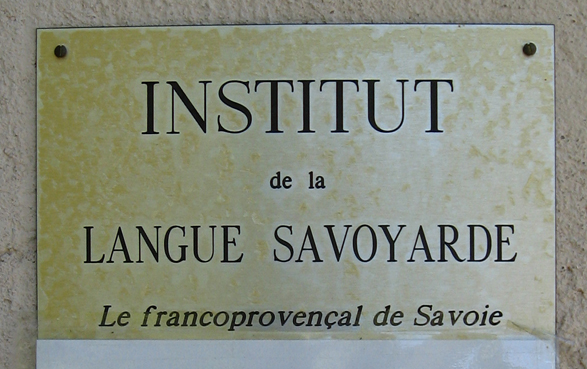
Plaque de l'I.L.S.
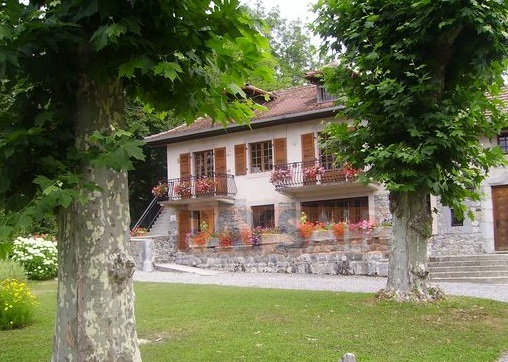
Les locaux de l'I.L.S. à Habère-Lullin